# L'Effacement
L'Effacement est le deuxième roman de Samir Toumi. Il a été publié pour la première fois en 2016 par les éditions Barzakh.

## Résumé
Le Narrateur découvre le jour de son 44eme anniversaire  qu'il est atteint d'un syndrome étrange, l'effacement, il ne peut plus voir son reflet dans un miroir.
Il découvre aussi que ce syndrome frappe exclusivement les fils d'anciens combattants de la guerre de libération.
Les effacements se multiplient , et la nature des personnages se confirme au fur et à mesure de ses tentatives de comprendre ce qui lui arrive a l'aide de son thérapeute.
Le livre fait le portrait des deux générations et leur influence sur le destin du pays.

## Traduction et Adaptation
L'Effacement a été traduit en italien par Daniela De Lorenzo sous le titre "Lo specchio vuoto" aux éditions Mesogea, publié en 2018. De plus, L'Effacement a fait l'objet d'une adaptation cinématographique réalisée par Karim Moussaoui, et produite par Les Films Pelléas.